# محافظة السويداء
محافظة السويداء هي إحدى محافظات الجمهورية العربية السورية، تقع في جنوب شرق العاصمة دمشق، تحدها من الشمال محافظة ريف دمشق، ومن الغرب محافظة درعا، ومن الشرق البادية السورية ومنطقة الصفا، بينما تشترك بحدودها الجنوبية مع الأردن.
تبلغ مساحة المحافظة حوالي 6,550 كيلومترًا مربعًا، ويصل طولها من الشمال إلى الجنوب إلى 120 كيلومترًا، وعرضها من الشرق إلى الغرب إلى 66 كيلومترًا. بلغ عدد سكانها نحو 370,000 نسمة وفقًا لتعداد عام 2011.
تُعد السويداء المحافظة السورية الوحيدة التي يشكل الدروز فيها الأغلبية السكانية، كما تضم أقلية كبيرة من أتباع الكنيسة الأرثوذكسية الشرقية، إلى جانب أقليات أخرى من مناطق متفرقة في سوريا. وبحسب إحصائية عام 1980، شكّل الدروز نحو 87.6% من السكان، فيما شكّل المسيحيون (وأغلبهم من الروم الأرثوذكس) 11%، وشكّل المسلمون من أهل السنة والجماعة 2%. يتركز معظم السكان في الجزء الغربي من المحافظة، ولا سيما على السفوح الغربية لجبل الدروز، في حين تسكن القبائل البدوية المناطق القاحلة في حرّة الشمّة.
في أواخر أبريل 2025 اندلعت اشتبكات مسلحة على خلفيات طائفية في جرمانا وأشرفية صحنايا وصحنايا وما لبثت أن انتقلت إلى أطراف السويداء، انتهت الاشتباكات بعد اتفاق البنود الخمسة بين الحكومة السورية ووجهاء الطائفة الدرزية يقضي بتفعيل أدوار الشرطة والأمن في السويداء من أبناء المحافظة إضافة لفك الحصار عن مناطق جرمانا وصحنايا وأشرفية صحنايا.

## تاريخ
تعد محافظة السويداء بمثابة متحف مفتوح للآثار والأوابد الأثرية التي تعود إلى آلاف السنين. فقد عثر علماء الآثار في العديد من المواقع في مختلف أرجاء المحافظة على أدوات صوانية منحوتة كان يستخدمها إنسان ما قبل التاريخ، ومن أبرز هذه المواقع: مراح كوم التينة إلى الشرق من قرية ريمة اللحف، مراح المزرعة القريبة من مدينة السويداء، وقراصة، وكوم الحصى، وحزحز، والشبكي. كما تحتضن المحافظة مواقع أثرية هامة مثل تل الدبة قرب قرية بريكة، وموقع دير الأسمر بين قريتي نجران وأم العلق، التي تشير اللقى الأثرية فيها إلى وجود آثار من العصر البرونزي.
وفي ربوع المحافظة تتواجد آثار خلفها الأراميون والصفويون والأنباط الذين دخلوها بعد انتصارهم في موقعة موناثا (امتان) على السلوقيين عام 88 ق.م. ثم انطلقوا شمالًا، بالإضافة إلى آثار اليونانيين والرومان التي تنتشر في كافة أرجاء المحافظة بشكل كثيف.
أصبحت مدن المحافظة في عهد الأنباط مراكز هامة، وغدت مدينة صلخد من بينها مركزًا تجاريًا واقتصاديًا وعسكريًا متميزًا. وقد تعزز موقعها العسكري بفضل قلعتها الشهيرة، قلعة صلخد. اكتشف الباحثون في أماكن عديدة في المحافظة آثارًا وكتابات نبطية في السويداء وسيع وغيرهما. كما عثر على كتابة بالعربية تعود إلى عام 328م، وهي تؤرخ قبر امرئ القيس، أحد ملوك العرب. وبسبب قوة الأنباط الاقتصادية والعسكرية، لم يتمكن الرومان من احتلال المحافظة عندما احتلوا سوريا عام 64 ق.م. ولكن مع ضعف الأنباط، تمكن الرومان من بسط سيطرتهم على مدن المحافظة في ذلك الوقت.
اهتم الرومان بمدن المحافظة في السويداء لإحكام سيطرتهم على المنطقة وجعلوها من أهم مدن الإمبراطورية الرومانية. فنظموا المدن السورية على نمط مدينة روما، وشيدوا المباني والقصور والمعابد والدور الدينية والمسارح والحمامات الرومانية والأسواق، ومدَّ أقنية ونظم الري وخزانات المياه. كما شقَّ الرومان العديد من الطرق التي تمتد لعشرات الكيلومترات بين المدن، إضافة إلى الطرق الداخلية المرصوفة بالحجارة في العديد من المدن والبلدات التاريخية الهامة.
تعاظم دور الغساسنة مع تزايد ضعف الحكم الروماني وأصبحوا أصحاب الحكم الحقيقيين في ظل السلطة الرومانية الضعيفة خلال القرن الرابع الميلادي. وعندما آل الحكم العربي على بلاد الشام، لاقاه الغساسنة والقحطانيون بالترحاب. فأقرّ الخليفة عمر بن الخطاب عام 636م، مالك بن حارث الملقب بالشهاب أميرًا على حوران وجبل العرب، الذي كانت محافظة السويداء جزءًا منه. وكان لسكان المحافظة شرف المشاركة في المعارك ضد الروم والصليبيين.
من جهة أخرى، كانت محافظة السويداء، التي كانت تعرف قديماً بأسماء عديدة مثل جبل الباشان وجبل حوران وجبل الريان وجبل العرب، تشد إليها أنظار الخلفاء العرب. فبنى الوليد بن عبد الملك لنفسه قصراً في ريمة اللحف كان يقضي فيه بعض الوقت في فصل الصيف بسبب هوائها العليل. كما امتلك الخليفة عمر بن عبد العزيز مزرعة في السويداء كان يقيم فيها من وقت لآخر، وعندما تنازل عن ممتلكاته، آثر الاحتفاظ بها دون غيرها.

ومثلما شدّت محافظة السويداء أنظار الخلفاء العرب بجمال طبيعتها وسحر أجوائها، فإنها أثّرت في نفوس العديد من الشعراء العرب، مثل امرئ القيس، والشريف الرضي، ولبيد بن ربيعة، وغيرهم، فتغنّوا بجمالها، وأنشدوا فيها أروع القصائد التي عبّرت عن إعجابهم بالطبيعة الغنّاء الغنية بكل جميل. وقد عبّر الشاعر العربي جرير عن حنينه إلى جبل الريان، وتعلّقه به حباً وذكريات، فقال:
| محافظة السويداء | يا حبذا جبــل الريــَّان مــن جبلٍ.......وحبــذا ســاكن الرَّيان من كانا وحــبذا نفحــات من يمـانيـة.......تأتيــك مــن قبــل الرَّيان أحيانا هبَّت شمالاً فذكرى مــا ذكرتكم......عند الصفاة التي شرقي حورانـا | محافظة السويداء |

استمر اسم جبل الرَّيَّان يُطلق على المنطقة حتى العصر الأموي، واستمر كذلك حتى أواخر العصر العباسي. وفي أواخر هذا العصر، شهدت المنطقة اضطرابًا أمنيًا وتراجعًا في الحياة الاقتصادية، مما أدى، إلى جانب عوامل أخرى كما ترجّح المصادر، إلى نزوح السكان، فقلّ عددهم وهُجرت معظم المدن والقرى. وقد استمرت هذه الظاهرة فترة من الزمن، حيث كانت القبائل البدوية تفد إلى الجبل في فصلي الربيع والصيف لترعى مواشيها وتستقي من مياهه، مما شكّل تهديدًا للسكان المقيمين في الأجزاء الغربية، كما أثّر على الحياة الاقتصادية في السهل الحوراني.
وفي عام 1613م، أطلق الأمير فخر الدين المعني الثاني حملة عسكرية كبيرة لبسط سيطرته على الجبل ومنطقة حوران، إلا أنه اضطر للتراجع مؤقتًا. ثم أرسل في عام 1625م بعثة عسكرية وفنية بقيادة ابنه الأمير علي لإعادة ترميم قلعة صلخد. لكن الاستقرار الفعلي لم يبدأ في الجبل إلا منذ عام 1711م، حيث بدأت مدنه وقراه، خصوصًا في القسم الشمالي، تشهد عودة الحياة إليها من جديد، مع موجات هجرة جاءت من شمال سوريا كحلب وإدلب، ومن لبنان وفلسطين، فأخذت هذه التجمعات تتوسع وتستقر تدريجيًا.
وفي عهد محمد علي باشا في بلاد الشام (1831–1841م)، حاول فرض التجنيد الإجباري ونزع السلاح، فاندلعت حرب ضروس في الجبل استمرت تسعة أشهر، لم يحقق خلالها الحاكم أهدافه رغم استخدامه لأساليب القسوة والتدمير، وردم برك المياه وفرض الحصار، مما أودى بحياة آلاف من السكان والجنود. ورغم ذلك، لم يعرف الجبل حكمًا عثمانيًا مباشرًا إلا في عام 1840م، إذ كانت أسرة الحمدان تتولى شؤون الحكم، وكان شيخها يُعرف بلقب "شيخ مشايخ الجبل".
وحين عادت الدولة العثمانية إلى المنطقة، تبنّت نفس سياسة محمد علي باشا، مطالبة الأهالي بتسليم أسلحتهم وقبول تجنيد أبنائهم، بينما كان السكان أنفسهم يتولون فرض الأمن، ويعملون على تطوير الزراعة وتعمير القرى. ونتيجة لذلك، واجه الجبل حملات عثمانية متكررة وثورات شعبية ضد الظلم.
وفي عام 1911م، أعدمت السلطات العثمانية عددًا من أحرار الجبل الذين رفضوا الخضوع، وكان من بينهم: ذوقان الأطرش (والد سلطان الأطرش)، يحيى عامر، مزيد عامر، هلال عز الدين، حمد المغوش، ومحمد القلعاني.
واستمرت الثورات حتى رحيل الاحتلال العثماني في عام 1918م، حيث شارك أبناء الجبل في الثورة العربية الكبرى بقيادة الشريف حسين، وقاتلوا إلى جانب إخوانهم في الجيش العربي ضد الجيش التركي، وكانوا من أوائل الداعين للثورة، بقياداتهم الدينية والسياسية. وقد ساهموا في دحر القوات العثمانية، ووصلوا إلى دمشق قبل طلائع الجيش العربي ورفعوا العلم العربي في سمائها.
وفي أوائل عشرينيات القرن العشرين، أُعلن استقلال سوريا، بما فيها منطقة الجبل، إلا أن هذا الاستقلال لم يدم طويلًا، إذ عادت الاضطرابات مع بداية الاحتلال الفرنسي للمنطقة.

### الاحتلال الفرنسي
لعبت محافظة السويداء دورًا محوريًا في الثورات الوطنية السورية، وكانت في طليعة المناطق التي تصدّت للاحتلال الفرنسي، حيث انطلقت منها الثورة السورية الكبرى عام 1925 بقيادة سلطان باشا الأطرش، ابن قرية القريّا، الذي نادى بكلمته الشهيرة: «إلى السلاح، إلى السلاح». شكّل هذا النداء نقطة البداية لثورة شعبية عارمة كان العرب الدروز في مقدمة المشاركين فيها، وسرعان ما انضمت إليهم مختلف فئات الشعب السوري من كافة المناطق، لتشتعل المقاومة ضد الاحتلال الفرنسي في كل أنحاء البلاد.
خاضت السويداء، وخاصة جبل الدروز، عدة معارك شرسة في مواجهة قوات الاحتلال، كان أبرزها معركة الكفر ومعركة المزرعة. تميّزت معركة المزرعة، التي وقعت في منطقة المزرعة قرب مدينة السويداء، بكونها من أعظم معارك الثورة السورية الكبرى. بدأت المعركة عندما دخلت قوة فرنسية كبيرة بقيادة الجنرال ميشو قادمة من الأردن باتجاه السويداء بهدف التقدم نحو دمشق وتمزيق مناطق الشمال السوري. لكن ثوار جبل العرب واجهوا هذا الزحف بكل شجاعة وإصرار، رغم تواضع تسليحهم الذي اقتصر على البنادق العثمانية وبنادق الصيد والسيوف والفؤوس التي ورثوها من معاركهم السابقة ضد العثمانيين.
في المقابل، كانت القوات الفرنسية مجهزة تجهيزًا حديثًا شمل الطائرات والدبابات والمدافع الرشاشة، إلا أن ذلك لم يمنع الثوار من إلحاق هزيمة نكراء بهم. كان الشهيد سليمان العقباني قائدًا بارزًا في تلك المعركة، حيث خاضها ببسالة ودوّن اسمه في سجل الخالدين، وقد ذُكر اسمه في مذكرات العديد من الضباط الفرنسيين، كما يحتفظ المتحف الخاص بالثورة السورية الكبرى في باريس بذكرى بطولاته. وعلى أرض المعركة نفسها، أُقيم نصب تذكاري ضخم يخلّد سيفه الذي قاتل به.
أسفرت المعركة عن تدمير القوة الفرنسية بشكل شبه كامل، وأصيب الجنرال ميشو قائد الحملة قبل أن يتمكن من الفرار مصابًا، بينما قُتل معظم جنوده. وكان لهذه الهزيمة أثر بالغ في تغيير موازين القوى، إذ أنها أوقفت الزحف الفرنسي نحو دمشق، وقللت من الضغط العسكري على باقي المناطق السورية، وأسهمت في إبقاء جذوة الثورة مشتعلة. يُقال إن معركة المزرعة أنقذت سوريا بأكملها لأنها حالت دون احتلال العاصمة مجددًا.

## الجغرافيا والمناخ
المناخ في المحافظة معتدل جبلي بارد شتاءً وتتساقط الثلوج بحيث تصل في بعض المناطق إلى ارتفاعات كبيرة لتغطي المدن والبلدات والمناخ معتدل منعش صيفاً، تتراوح نسبة الأمطار السنوية فيها ما بين /350 مم و 1000مم/ في المناطق الجبلية، صخور المحافظة بركانية وتربتها رسوبية، ترتفع السويداء عن سطح البحر /1100/م وشهبا /1050/م أما صلخد فيصل ارتفاعها إلى /1350/م وتصل أعلى نقطة في المحافظة إلى /1809/م في تل قينة أو الجينة.

## السياحة والآثار
تضم محافظة السويداء العديد من الآثار التي تعود إلى العصرين اليوناني والروماني، في مدن وبلدات مثل شهبا، قنوات، المزرعة، شقا، بريكة، نجران، سيع، عتيل، سليم، عريقة، داما، ذكير، أم الزيتون، المشتف، ملح، عمرة، الهيات، المجدل، صلخد، أم الرمان، وعرمان وغيرها.
وفي مدينة شهبا، المعروفة بـ"روما الصغيرة"، بنى الإمبراطور فيليب العربي — ابن المدينة — مركزًا حضاريًا هامًا في الإمبراطورية الشرقية. اعتنى الإمبراطور بتصميمها وجعلها مشابهة لروما، فأنشأ فيها آثارًا ضخمة، منها معبد تميّز بأعمدته الأربعة ذات التيجان الكورنثية، ومسرح شهير، بالإضافة إلى غرف للثياب والمطالعة والرياضة، ومطاعم، وحمامات رومانية ضخمة، ومعابد ودور عبادة. كما تضم المدينة أربع بوابات رئيسية (أقواس نصر) ما تزال قائمة حتى اليوم، وتُعد آثارها وأسوارها وشوارعها المرصوفة بالحجارة شواهد حية على تطورها العمراني.
وتُعد محافظة السويداء وجهة سياحية هامة للمهتمين بالتاريخ والآثار، لما تحتويه من مواقع تُظهر تنوعًا ثقافيًا وحضاريًا مرَّ عبر العصور.
تتمتع السويداء أيضًا بطبيعة جبلية خلابة، وتُعتبر وفق معايير الأمم المتحدة متحفًا طبيعيًا للأوابد الأثرية والتاريخية المنتشرة في مدنها وبلداتها وقراها. كما تغطي آلاف الدونمات من الأراضي الحراجية الطبيعية والمشجرة سفوح الجبال، خاصة في مناطق مثل سليم، عتيل، السويداء، الكفر، ظهر الجبل، وسد العين. وتضم منطقة ظهر الجبل أكبر مشروع تشجير مثمر في المنطقة.
وإلى جانب طبيعتها الجميلة وآثارها الغنية، يتميز مناخ المحافظة بالاعتدال، مما جعلها من أبرز الوجهات التي تسعى وزارة السياحة السورية لتطويرها وزيادة الاستثمار فيها. وتتوفر في المحافظة شركات نقل سياحي حديثة تربط مناطقها المختلفة، إضافة إلى رحلات يومية من السويداء إلى دمشق، كما تنتشر فيها استراحات ومقاهي إنترنت ومطاعم وسط الطبيعة الخلابة.
وتُقام في السويداء مهرجانات وفعاليات متعددة، منها مهرجان السويداء للتسويق والسياحة، مهرجان المزرعة الثقافي، مهرجان موسيقى الجاز، ومعرض الكرمة والتفاحيات، إلى جانب نشاطات فنية كالفنون التشكيلية والنحت، ومعارض أدبية وثقافية متنوعة.

### أهم المواقع السياحية
- مدينة السويداء حيث مدينة بنمط راقي متطور تجد فيها الأسواق التجارية والمطاعم ولا ننسى زيارة متحف السويداء.
- مدينة شهبا (المسرح الروماني - البوابات أقواس النصر - متحف شهبا الذي يضم.
- بلدة قنوات (المعابد - الكنيسة البيزنطية - معبد الشمس والكثير من الآثار إضافة للجبال المكسوة بالخضرة والغابات الطبيعية.
- بلدة المجدل أهم لوحات الفسيفساء الرائعة. معابد رومانية وقصور غابات وأحراج الكفر أحراج وغابات طبيعية بالقرب من بلدة الكفر
- منطقة ظهر الجبل حيث تنتشر فوق أعلى القمم الجبلية في المحافظة كروم العنب الشهيرة في السويداء وبساتين التفاح وأشجار الفاكهة والينابيع إضافة لوجود بحيرة سد الروم التي تحيط بها الجبال.
- منطقة سد العين بحيرة وأحراج وغابات صناعية.
- نبع ومغارة عريقة في بلدة عريقة نبع ومغارة طبيعية أثرية ويوجد بقربها استراحة ومطعم بمستوى جيد.
- قرية بريكة تل الدبة... معبد يوناني
- قرية سليم وبلدة عتيل معابد يونانية ورومانية ومسلة وآثار متنوعة.
- بلدة القريا بلد قائد الثورة السورية الكبرى سلطان باشا الأطرش، والنصب التذكاري الخاص.
- قرية عرى وفيها منزل أمير الجبل ومنزل السيدة أسمهان الأطرش ويسمى هذا المنزل دار الإمارة أو دار عرى.
- قلعة صلخد المهيبة - تتوسط مدينة صلخد.
- معبد المشنف يقع في بلدة المشنف الأثرية.
- قرية تعلا تقع في المقرن الشمالي أقصى الشمال على حدود الجبل الشمالية الشرقية وتحتوي على قصر يعود إلى العهد النبطي وهنالك أشجار تين معمرة يقدر عمرها ب 300 سنة وأكثر، بقى منها أشجار قليلة نادرة بالإضافة إلى الكهوف والمغاور الطبيعية التي تمتد داخل الأراضي عشرات التي استخدمت كملاجئ طبيعية إبان الاحتلال الفرنسي.
- الغارية تبعد عن مركز المدينة 40 كيلومتر جنوبا، من المناطق السياحية الجميلة مفعمة بحب الأهالي والطبيعة.

## السكان
وفقًا لمعهد واشنطن لسياسة الشرق الأدنى، اعتبارًا من عام 2010، وهو العام الأخير الذي تتوفر فيه أرقام إحصائية موثوقة، بلغ عدد سكان محافظة السويداء حوالي 375,000 نسمة. شكل الموحدون الدروز حوالي 90% من السكان، في حين شكل المسيحيون حوالي 7%، والعرب السنّة حوالي 3%. هاجر العديد من المسيحيين من محافظة السويداء قبل وخلال الحرب الأهلية السورية هجرة داخلية إلى دمشق أو إلى دول الاغتراب، بحثًا عن تحسين وضعهم المعيشي، وهربًا من الأعمال العسكرية والخدمة العسكرية، وللبحث عن مكان مستقر يؤمن لهم مستقبلًا أفضل. بلغ عدد سكان محافظة السويداء في تعداد 2004 حوالي 313,221 نسمة. ووفقًا لتقديرات السفارة الفنزويلية في دمشق، فإن ما يقرب من 60% من سكان السويداء وُلدوا في فنزويلا ويملكون جنسية مزدوجة. إذ تضم فنزويلا جالية درزية سورية كبيرة تعود أصولها إلى السويداء.

## التقسيم الإداري

### المدن والمناطق
تتكوّن محافظة السويداء من مجموعة من المدن الرئيسية، وعشرات البلدات، ومئات القرى والمزارع، وتُقدّر مساحتها بحوالي 5500 كيلومتر مربع. تُعدّ المحافظة من المناطق الغنية بالتجمعات السكانية المتنوعة، والتي تتوزع بشكل منظم على مختلف الجهات الجغرافية.
تُعتبر السويداء، صلخد، وشهبا هي المدن الرئيسية في المحافظة.
- مدينة السويداء هي مركز المحافظة الإداري والسياسي.
- مدينة صلخد تقع في جنوب المحافظة وتتميز بموقعها الجغرافي وتاريخها العريق.
- مدينة شهبا في الشمال، وتُعرف بآثارها الرومانية ومكانتها التاريخية المميزة.

أما البلدات، فهي كثيرة وتلعب دورًا مهمًا في الحياة الاقتصادية والاجتماعية، ومن أبرزها: قنوات، الكفر، شقا، القريا، ملح، وعريقة.
تُصنّف قرى السويداء جغرافيًا نسبة إلى موقعها من مدينة السويداء إلى أربع مجموعات رئيسية:
- قرى المقرن القبلي (جنوب المحافظة): يبلغ عددها 27 قرية، وتُعد مدينة صلخد أكبرها وأكثرها أهمية من حيث عدد السكان والمكانة التاريخية.
- قرى المقرن الشمالي (شمال المحافظة): تضم 25 قرية، وتبرز مدينة شهبا كأكبر مركز حضري في هذه المجموعة، لما تحويه من إرث أثري وثقافي.
- قرى المقرن الشرقي (شرق المحافظة): تحتوي على 13 قرية، وتُعد قرية المشنف الأكبر من حيث المساحة وعدد السكان.
- قرى المقرن الغربي (غرب المحافظة): تشمل 31 قرية، وأكبرها هي قرية السجن، المعروفة حاليًا باسم المزرعة.

## المحافظون
| الاسم              | من                   | إلى                  |
| ------------------ | -------------------- | -------------------- |
| أحمد صبحي كيخيا    | 5 تشرين الأول 2000   | 30 آذار 2002         |
| سامي شفيق          | 30 آذار 2002         | 2005                 |
| علي أحمد منصورة    | 2005                 | 23 نيسان 2009        |
| مالك محمد علي      | 23 نيسان 2009        | 11 تموز 2012         |
| عاطف النداف        | 11 تموز 2012         | 13 تموز 2016         |
| عامر إبراهيم العشي | 13 تموز 2016         | 30 أيار 2020         |
| همام صادق دبيات    | 30 أيار 2020         | 17 تشرين الثاني 2021 |
| نمير حبيب مخلوف    | 17 تشرين الثاني 2021 | 20 تموز 2022         |
| بسام ممدوح بارسيك  | 20 تموز 2022         | 12 أيار 2024         |
| أكرم علي محمد      | 12 أيار 2024         | 8 كانون الأول 2024   |
| أحمد مصطفى البكور  | كانون الثاني 2025    |                      |

## السويداء الحديثة
تطورت محافظة السويداء بشكل ملحوظ في العقود الأخيرة وتعمَّقت مختلف أوجه الحياة الاقتصادية والاجتماعية والثقافية والعمرانية ومدينة السويداء مدينة عصرية راقية بمبانيها الأنيقة وشوارعها وأسواقها وكذلك المدن والبلدات حيث تنتشر أحدث وأرقى المباني والفلل السكنية، يبلغ عدد سكان المحافظة ما يزيد أكثر من ثلاثمائة وخمسون ألف نسمة. وتطورت في المجالات المختلفة منها الزراعي وفي المجال الصناعي وغيرها.

### الزراعة
تشتهر محافظة السويداء بزراعة الكرمة (العنب) حيث تنتشر زراعتها في مناطق واسعة وتنتج المحافظة كميات كبيرة جدا من العنب سنويا منها ما يستهلك محليا ومنها ما يصدر ويعتبر عنب السويداء ذات نوعية ممتازة ومن أجود مزارع العنب في العالم. ومنها ما يتم بيعه لمصانع ومعامل المشروبات والعصائر، وكذلك تشتهر بزراعة أشجار التفاح المعروف بجودته وزراعة العديد من الأشجار المثمرة مثل الإجاص والدراق والخوخ واللوزيات وانتشرت زراعة أشجار الزيتون بصورة كبيرة وأصبحت معدلات إنتاج الزيتون وزيت الزيتون في تزايد مستمر، ومن المزروعات القمح والعدس والشعير والحمص وغيرها وتجد كروم العنب والتفاح في كل بلدة وقرية ومزرعة في المحافظة.

### الصناعة
يوجد في محافظة السويداء عدد من الصناعات التقليدية ومنها التحويلية نذكر منها - صناعة السجاد - صناعة البلاستيك - صناعة المنظفات - صناعة الكونسروة والصناعات الغذائبة - صناعة المشروبات الكحولية (العرق والنبيذ) - صناعة الموكيت - صناعة العصير الطبيعي - معمل غاز الأوكسجين - صناعة الأحذية - زيت الزيتون - تعليب وحفظ الفاكهة وخاصة التفاح وبعض الصناعات التقليدية التراثية.

### التجارة
يوجد في المحافظة عدد من المدن الرئيسية أهمها السويداء والقريا وشهبا وصلخد والتي تتركز فيها الأسواق والمحلات والمجمعات التجارية الكبيرة التي تهتم ببيع كافة المنتوجات وتقدم كافة الخدمات، وتكون الحركة التجارية في أوجها منذ ساعات الفجر الأولى وحتى فترة ما بعد الظهر ويكون عدد الزوار أضعاف أضعاف عدد السكان في المراكز والمدن الرئيسة، ففي السويداء عاصمة المحافظة تنتشر الأسواق المتخصصة والمحلات التجارية لكافة الأصناف والأنواع من الملابس والمنسوجات والأقمشة والمواد الغذائية والحلويات والمواد الصناعية والمواد الأولية والمكتبات ومحلات الأجهزة الكهربائية والتحف والهدايا والسجاد والاثاث والمعدات الزراعية والصناعية والسيارات والمحلات والشركات الصناعية والمهنية المتخصصة.

## مواقع خارجية
- موقع الاستعلام الإلكتروني للخدمات الحكومية نسخة محفوظة 16 فبراير 2007 على موقع واي باك مشين.
- السويداء نسخة محفوظة 25 فبراير 2009 على موقع واي باك مشين.
- موقع السويداء نت
- موقع السويداء
- موقع شبكة السويداء نسخة محفوظة 23 أبريل 2012 على موقع واي باك مشين.